# Mohamed Ennaceur
Mohamed Ennaceur (in arabo محمد الناصر‎?; El Jem, 21 marzo 1934) è un politico tunisino, Presidente ad interim dal 25 luglio 2019 al 23 ottobre 2019.

## Biografia
Mohamed Ennaceur è laureato all'Institut des Hautes Etudes de Tunis e dottorato in diritto sociale all'Università Panthéon-Sorbonne. La sua tesi si concentra sull'Organizzazione internazionale del lavoro e sull'evoluzione del diritto sociale in Tunisia e in Libia.
Mohamed Ennaceur iniziò la sua carriera come commissario generale dell'Ufficio dei lavoratori tunisini all'estero, tra il 1973 e il 1974.
Tra il 1991 e il 1996 ha diretto la Missione permanente della Tunisia presso l'Ufficio delle Nazioni Unite a Ginevra1. Dal 2000 è revisore dei conti sociale e consulente internazionale. Nel 2005 è diventato coordinatore delle attività del Global Compact in Tunisia.
Ha fondato e dirige l'Associazione tunisina di diritto sociale (dal 1985), il Journal of Social Law tunisino, l'Istituto di audit sociale della Tunisia e il Festival internazionale di musica sinfonica di El Jem. È anche vicepresidente della Società internazionale per il diritto del lavoro e della previdenza sociale, presidente dell'Istituto di consulenza sociale, membro dell'Istituto internazionale di revisione sociale e consulente del Centro di studi prospettici e strategici.
Membro del consiglio di amministrazione dell'Unicef (1963-1964) e dell'Istituto di ricerca delle Nazioni Unite per lo sviluppo sociale (1966-1972), è anche coordinatore del gruppo africano presso l'Organizzazione mondiale del commercio (1991-1996) e presiede la Conferenza mondiale sull'occupazione (1976) e l'Ufficio degli affari sociali della Lega araba (1980-1983).
Lavora anche in diversi organismi specializzati in diritti umani.
Mohamed Ennaceur fu nominato governatore di Sousse il 7 settembre 1972 e ricoprì l'incarico fino all'8 giugno 1973. Fu poi due volte ministro degli affari sociali, dal 1974 al 1977 e dal 1979 al 1985. In seguito al rivoluzione del 2011, viene nuovamente nominato Ministro degli Affari Sociali nel governo di unità nazionale di Mohamed Ghannouchi, poi in quello di Beji Caid Essebsi.
Il 9 febbraio 2014, si è unito al partito di Caïd Essebsi, Nidaa Tounes, di cui è stato nominato vicepresidente.
Il 4 dicembre 2014 è stato eletto Presidente dell'Assemblea dei rappresentanti dei cittadini dopo aver raccolto 176 voti su 217. Diventa così il primo presidente del parlamento dopo l'adozione della Costituzione del 2014. Il 31 dicembre, in seguito all'insediamento di Béji Caïd Essebsi come presidente della Repubblica, gli succede, ad interim, alla guida di Nidaa Tounes fino allo svolgimento di un congresso elettivo e all'elezione di un nuovo presidente. Viene mantenuto a maggio 2015 e vengono nominati tre vicepresidenti. Rimane in carica fino a gennaio 2017.
In occasione dell'apertura della settimana tunisina a Bruxelles, il 2 maggio 2017, chiede un piano Marshall europeo per la Tunisia che potrebbe assumere la forma di un programma di investimenti specifico e privilegiato. Il 31 luglio ha affermato che tutti i tunisini dovrebbero sentirsi rappresentati in parlamento.
Il 25 luglio 2019, dopo la morte di Béji Caïd Essebsi e in conformità con le disposizioni della Costituzione, diventa Presidente facente funzioni.

## Vita privata
Mohamed Ennaceur è sposato con Siren, nativa di Bergen, in Norvegia, e padre di cinque figli.